# Sandy Rivera
Sandy Rivera (né le 18 janvier 1971) est un producteur et DJ américain, dirigeant de labels discographiques. Natif de New York, il est désormais installé dans le New Jersey.

## Biographie
Rivera commence sa carrière de DJ à l'âge de treize ans chez lui, à Spanish Harlem, un quartier de Harlem. En 1992, il lance la production de house avec un son éloquent. Il a travaillé sous de nombreux pseudonymes comme Kings of Tomorrow, Soul Vision ou Mysterious People, soit seul ou accompagné de Jose Burgos, Harikrish Menon ou Jay « Sinister » Sealee. Il est le propriétaire de deux labels : BlackWiz, (créé en 1993) et Deep Vision Records (créé en 1995).
Les deux premiers albums de Kings of Tomorrow sont produits par le label français Distance. Kings of Tomorrow est alors composé de Sandy Rivera et Jay « Sinister » Sealee. Le premier album de Kings of Tomorrow intitulé The Beginning sort en 1998 sur le label Distance, c'est une compilation de titres anciens, le single Let It Go est extrait de cet album. Le titre le plus connu de Kings of Tomorrow est Finally, sorti en 2000 par le label Distance qui le donne par la suite en licence au label anglais Defected Records pour le Royaume-Uni et Universal pour les États-Unis. Finally est écrit par Jason Sealee et est chanté par Julie McKnight. Il a atteint la 24e place au UK Top 40 et la 17e au Billboard dance. Ce titre est recensé dans beaucoup de compilations de labels comme Ministry Of Sound, Hed Kandi ou encore Warner Music. Il est présent dans le second album de Kings of Tomorrow, It's in the Lifestyle (Distance), qui contient également le titre Young Hearts, peu avant la sortie du deuxième album Sandy Rivera et Jay « Sinister » Sealee se séparent et Kings of Tomorrow devient le véhicule exclusif de Sandy Rivera. Le troisième album de Kings of Tomorrow, intitulé Trouble, est sorti en 2005. Rivera affirme que c'est le premier album produit sans l'aide de samples et qui marque la séparation entre ses différents alias : Kings of Tomorrow est utilisé pour créer des chansons destinées à la radio tandis qu'il utilise son vrai nom pour les versions clubs.
En tant que producteur et remixeur, Sandy Rivera a travaillé pour de nombreux artistes, comme des musiciens de Jazz tels que Terry Callier, Gisele Jackson, Bini & Martini, Michelle Weeks, Ladysmith Black Mambazo ou Walter L. Robinson.

## Discographie

### Albums studio
- 1998 : The Beginning (sous Kings of Tomorrow)
- 2000 : The Calling (sous Sandy Rivera and Jose Burgos)
- 2000 : It's In The Lifestyle (sous Kings of Tomorrow)
- 2000 : It's In The Lifestyle - Limited Edition (sous Kings of Tomorrow)
- 2002 : It's In The Lifestyle - The Remixes (sous Kings of Tomorrow)
- 2005 : Trouble (sous Kings of Tomorrow)
- 2010 : The Blackwiz Farm Album (sous Sandy Rivera)

### Singles
- 1996 : The King Size EP
- 1997 : Come On, avec Jon Cutler et Mike Delgado
- 1997 : Expansions '97/Head Hunters
- 1997 : The Path (avec Jose Burgos)
- 1998 : Come Into My Room, avec Littleton Brown
- 1999 : Expanded EP (avec Jose Burgos)
- 2000 : 12th Street Soul (avec Jose Burgos)
- 2000 : Keep It Coming (avec Jose Burgos)
- 2000 : I Wanna Dance With You (avec Karen Workman)
- 2000 : No Smoke (avec Jose Burgos)
- 2001 : Class Is In Session
- 2001 : Leaving Me (avec Jose Burgos)
- 2001 : La Cultura EP (avec Jose Burgos)
- 2001 : Forever, avec John « DNR » Alvarez et Shawnee Taylor
- 2002 : Changes, avec HAZE
- 2002 : I Can't Stop, avec Littleton Brown
- 2005 : Hope, avec Elzi Hall
- 2005 : Just Won't Do, avec Robert Owens
- 2007 : Freak, avec HAZE
- 2009 : Deeper, avec HAZE
- 2009 : Whatever, avec Andy Daniell

### Sous Kings of Tomorrow
- 1993 : D'Menace EP, avec John « DNR » Alvarez
- 1993 : Showcase EP, avec George Rivera
- 1993 : Go Black Scatt, avec George Rivera
- 1994 : Abstract Collage
- 1994 : Black Sinister Science EP, avec Jay « Sinister » Sealee et Stacey Alexander
- 1995 : I'm So Grateful, avec Densaid
- 1996 : 10 Minute High, avec Jay « Sinister » Sealee et Michelle Weeks
- 1996 : Fade II Black, avec Jay « Sinister » Sealee
- 1996 : Open Your Mind/K.O.T. Anthem, avec  Jay « Sinister » Sealee
- 1997 : Set My Spirit Free, avec Dawn Tallman
- 1997 : Ancestors, avec Jay « Sinister » Sealee
- 1997 : Witness Protection EP
- 1997 : The Session
- 1997 : Organic  Warfare, avec Jay « Sinister » Sealee
- 1998 : I Want You (For Myself), avec Jay « Sinister » Sealee et Julie McKnight
- 1998 : Let It Go, avec h Dawn Tallman
- 1998 : The Blackwiz EP
- 1998 : The K.O.T. Invasion EP, avec Jay « Sinister » Sealee
- 1999 : My Love Is Real, avec Jay « Sinister » Sealee
- 2000 : Going Back To Blackwiz EP, avec se Burgos et Jay « Sinister » Sealee
- 2000 : In The Night, avec Littleton Brown
- 2000 : Finally, avec Jay « Sinister » Sealee et Julie McKnight
- 2000 : Tear It Up, avec Jay « Sinister » Sealee et Julie McKnight
- 2001 : Class Is In Session
- 2002 : Young Hearts, avec Treasa Fennie
- 2003 : Dreams/Thru, avec HAZE et George Rivera
- 2004 : Dreams, avec HAZE
- 2004 : So Alive
- 2005 : Another Day, avec Leedia Urtega
- 2005 : Thru, avec HAZE
- 2005 : 6PM, avec Nina Lares
- 2008 : Can't Stop, avec Rae

### Sous Soul Vision
- 1998 : Don't Stop, avec Littleton Brown
- 1999 : Low Down, avec Jaquito May Perkins
- 2000 : Don't Hold Back, avec Dihann Moore
- 2000 : Tracey In My Room, sous EBTG vs. Soul Vision
- 2001 : You've Been on My Mind, avec D'Layna

### Sous Mysterious People
- 1996 : Love Revolution
- 1997 : The Rude Movements EP
- 1998 : Fly Away

### Sous D'Menace
- 1997 : Spirit In My Soul
- 1997 : Ya-Yahoo!
- 1998 : Deep Menace (Spank)

### Autres
- 1992 : Right Now/Break the Ice (sous Awesome Foursome, avec George Rivera, Wilson X. Yepez et Víctor « Overdose » Sánchez)
- 1993 : Trique-Dik-Slik - Euphoria (Mary Jane Too), avec Jay « Sinister » Sealée et Eric Priest)
- 1994 : The K.O.T. Theory of Rhythmic Seduction (sous Kings of Tomorrow, avec Jose Burgos)
- 1995 : The Blackwiz (sous Ancestors, avec Treasa Fennie)
- 1995 : Michelle Wilson- Lifted Higher
- 1995 : Sabrynaah Pope - Shelter
- 1995 : Big O - Shmoov Wit Da Ruffness
- 1996 : Sean Grant - I Hear My Calling (avec Jay « Sinister » Sealée)
- 1996 : Sean Grant - Keep on Pressing (avec Jay « Sinister » Sealée)
- 1997 : Gisele Jackson - Happy Feelings
- 1997 : Julie McKnight - Rock Steady, Jay « Sinister » Sealée)
- 1997 : Big Foot - Black Lagoons
- 2000 : Free Call (sous Delicious Inc meets Sandy Rivera, avec Jamie Lewis et Littleton Brown)
- 2000 : Scream and Shout (sous The Committee, avec Jose Burgos, Jay « Sinister » Sealee et Kim Armstrong)
- 2001 : Life (sous Auréi)
- 2001 : Let The Reign Begin (sous Organized Noize, avec John « DNR » Alvarez)
- 2001 : I Am The Drum (sous Organized Noize, avec Chris « Ludikris » Conway)
- 2002 : Keep Flowing EP (sous Sanjose, avec Jose Burgos)
- 2003 : Moodbangers (sous Moodbangers)
- 2003 : GR-69 - Trouble
- 2004 : Midnight Express (sous Moodbangers, avec John Alvarez)
- 2007 : DADA - Lollipop avec Trix) (R-U : no 18)